# Віттшток
Віттшток (нім. Wittstock) — місто в Німеччині, розташоване в землі Бранденбург. Входить до складу району Східний Прігніц-Руппін.
Площа — 417,20 км2. Населення становить 14 007 особи (станом на 31 грудня 2020).

## Історія
24 вересня 1636 року відбулась битва при Віттштоку, одна з битв Тридцятилітньої війни, яка закінчилась впевненою перемогою шведських військ над об'єднаною армією Священної Римської імперії і Саксонії.

## Демографія
- Динаміка населення з 1875 року в сучасних кордонах (Синя лінія: населення; Пунктир: відносна порівняльна динаміка населення землі Бранденбург; Сірий фон: період Третього рейху; Помаранчевий фон: період НДР)
- Динаміка населення (синя лінія) і прогнози

| Рік  | Населення |
| ---- | --------- |
| 1875 | 15 434    |
| 1890 | 15 366    |
| 1910 | 14 873    |
| 1925 | 15 045    |
| 1939 | 16 538    |
| 1950 | 20 700    |
| 1964 | 17 717    |

| Рік  | Населення |
| ---- | --------- |
| 1971 | 17 912    |
| 1981 | 19 022    |
| 1985 | 19 903    |
| 1990 | 20 056    |
| 1995 | 20 164    |
| 2000 | 17 985    |
| 2005 | 16 363    |

| Рік  | Населення |
| ---- | --------- |
| 2010 | 15 235    |
| 2015 | 14 380    |
| 2016 | 14 291    |
| 2017 | 14 283    |
| 2018 | 14 198    |
| 2019 | 14 131    |
| 2020 | 14 007    |

Джерела даних вказані на Wikimedia Commons.

## Галерея

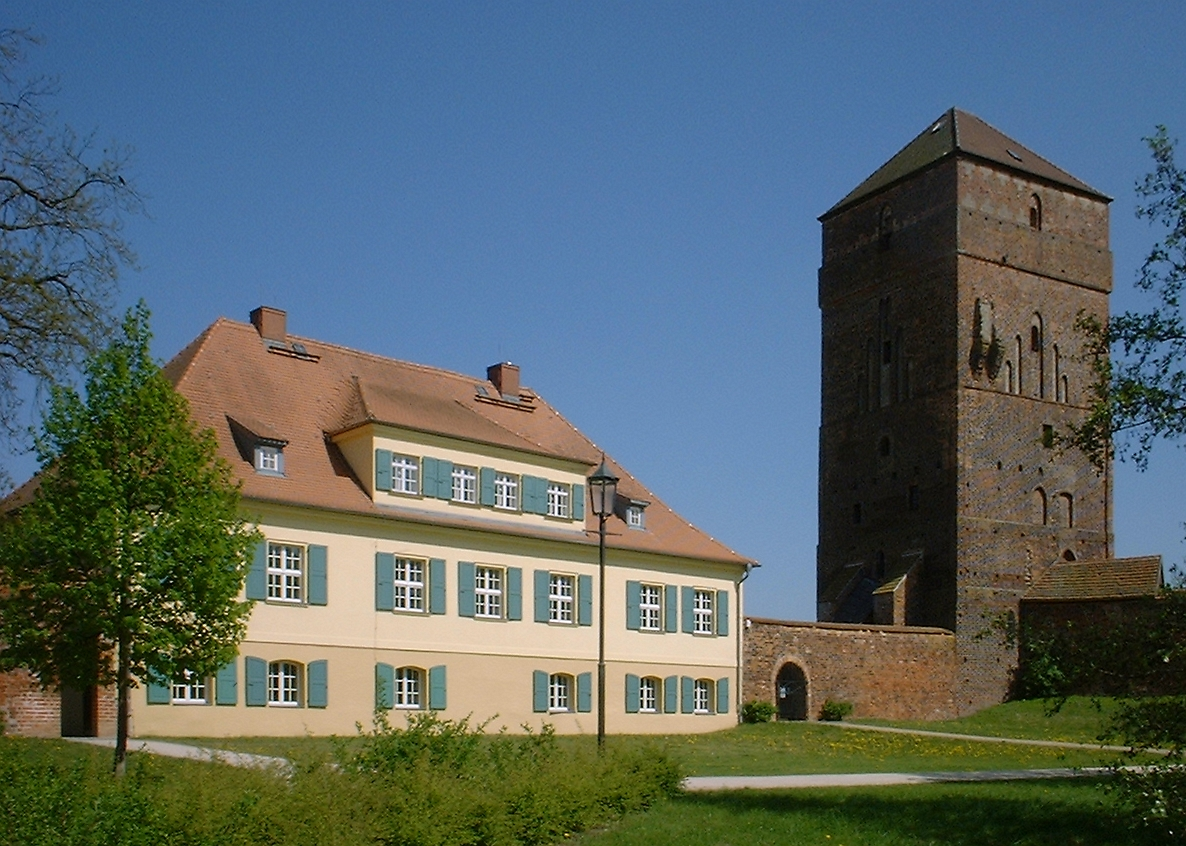
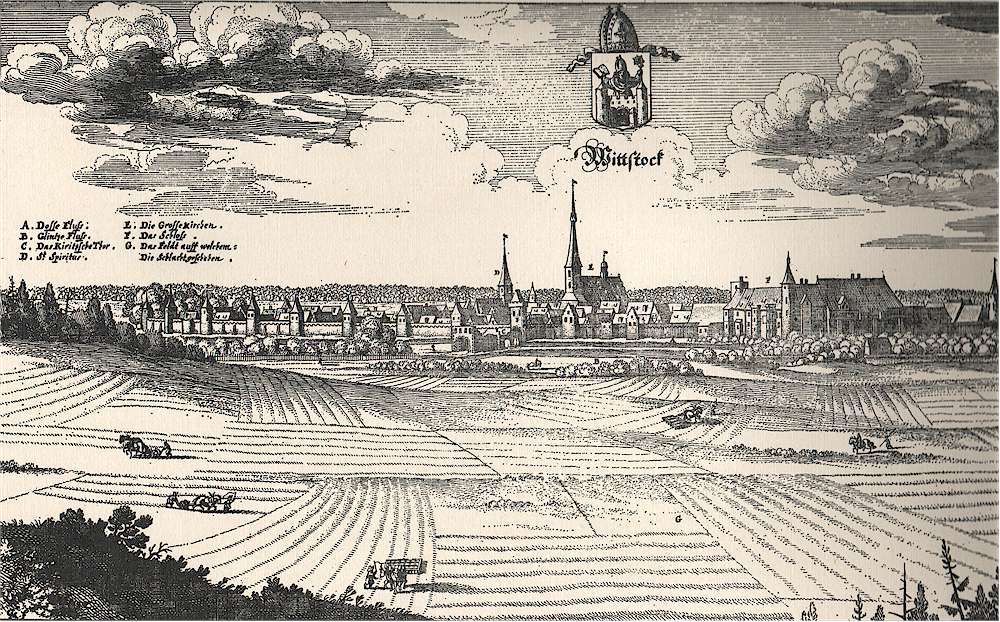
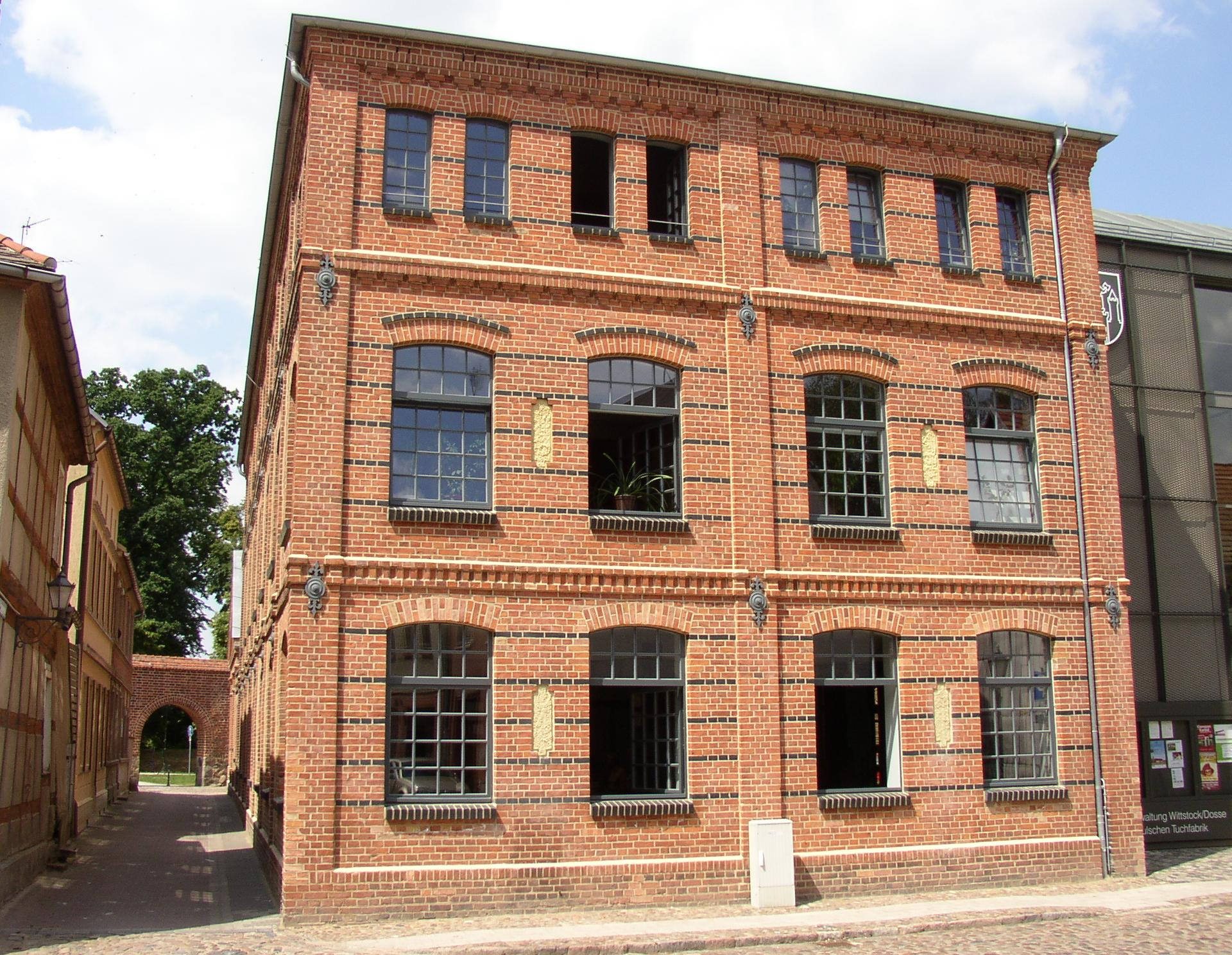
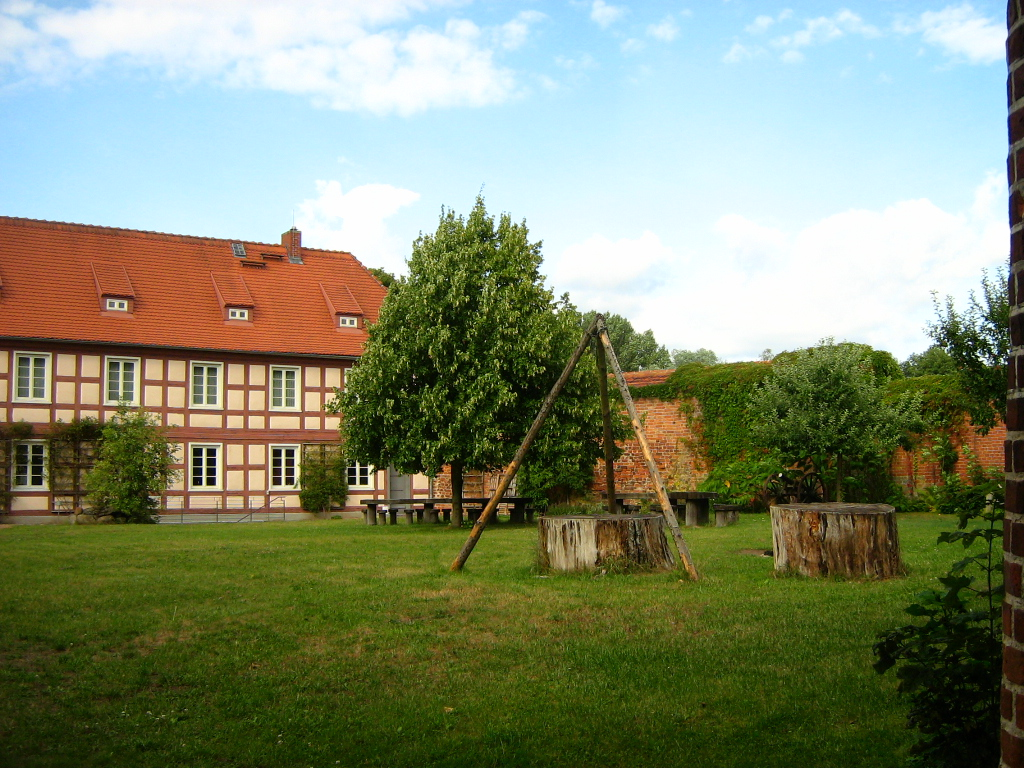
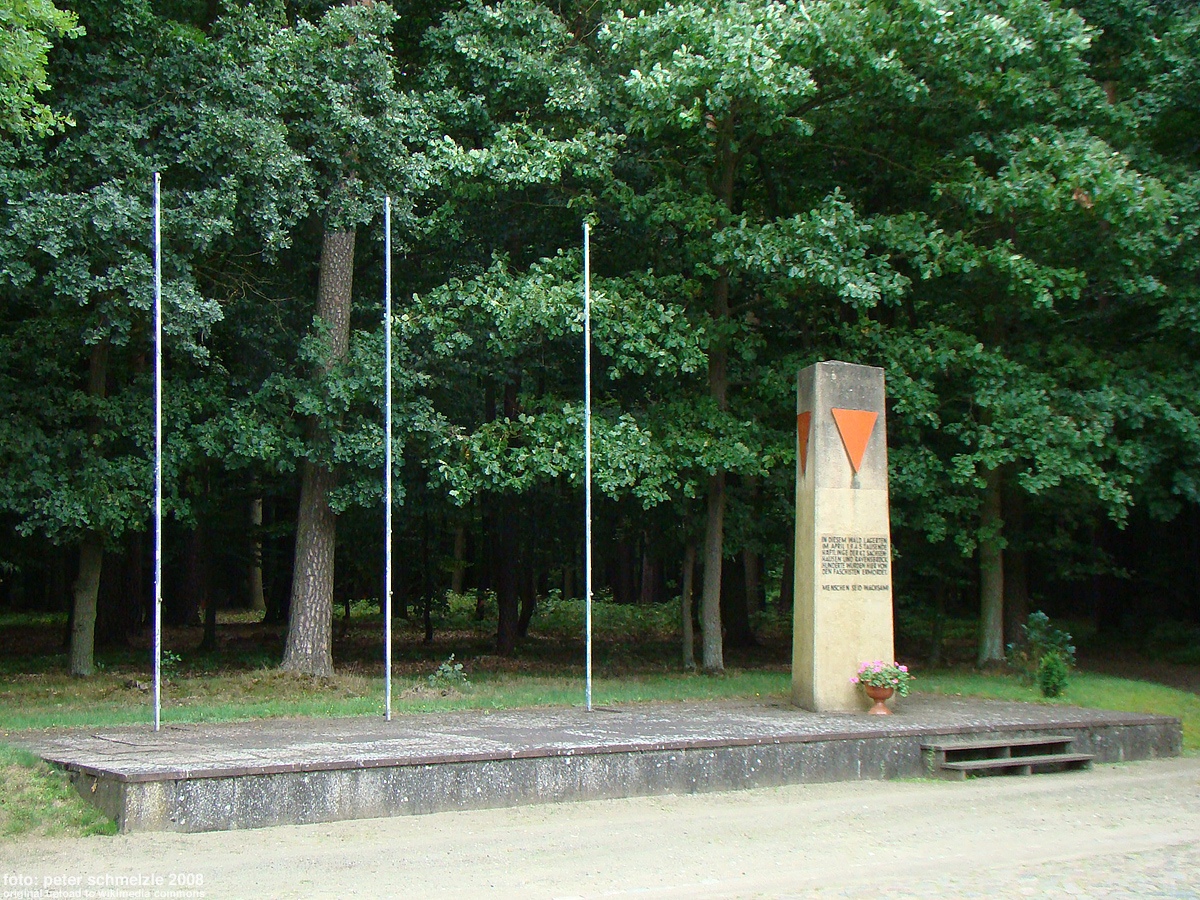
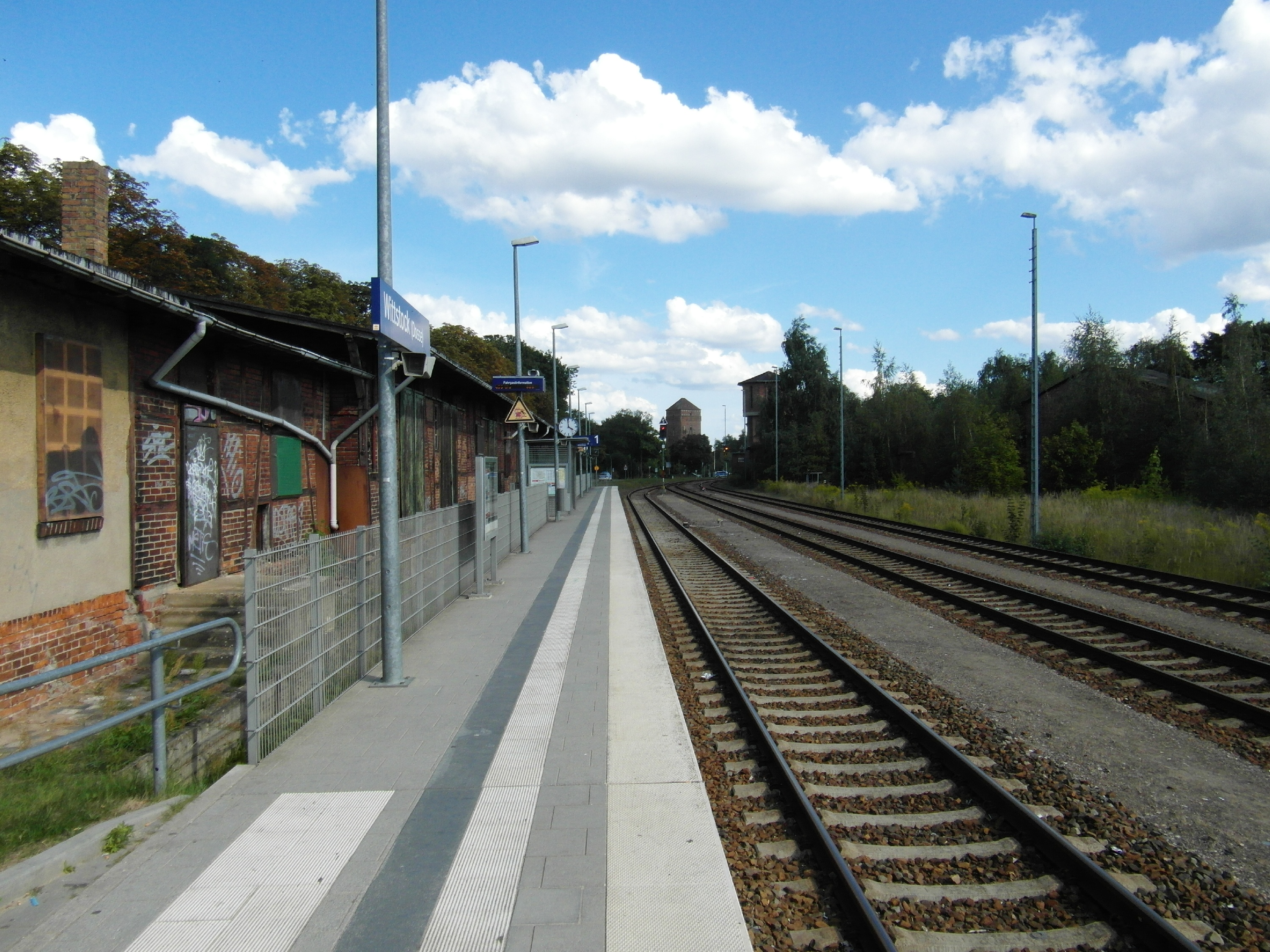